# Xã Reeder, Quận Adams, Bắc Dakota
Xã Reeder (tiếng Anh: Reeder Township) là một xã thuộc quận Adams, tiểu bang Bắc Dakota, Hoa Kỳ. Năm 2010, dân số của xã này là 39 người.